# Луганское (Саратовская область)
Луганское — село в Красноармейском районе Саратовской области, административный центр Луганского муниципального образования. Село расположено в северной части района в 20 км от районного центра, города Красноармейск. Рядом с селом проходит автодорога Саратов — Волгоград.
Основано в 1764 году как коронная немецкая колония Бейдек (нем. Beideck).
Луганское — третий по величине населенный пункт в районе (после Красноармейска и Золотого). Население — 1778 (2010) человек.

## Название
Немецкое название — Бейдек (нем. Beideck) — колония получила по фамилии первого старосты (форштегера). По указу от 26 февраля 1768 года о наименованиях немецких колоний получила официальное название Таловка.

## История
Основано 10 августа 1764 года как немецкая колония Байдек. Основатели — 76 семей, выходцы из Изенбурга, Дармштадта и Ганау. Одна из пяти первых немецких колоний: Антон, Байдек, Галка, Добринка, Шиллинг. До 1917 года — немецкая колония сначала Сосновского колонистского округа, а после 1871 года Сосновской волости (позже вошло в состав Голо-Карамышской волости) Камышинского уезда Саратовской губернии.
Село относилось к Таловскому лютеранскому приходу, образованному в 1767 году в числе первых 11 протестантских приходов. Каменная церковь была построена в 1846 году; в 1907 году в селе была выстроена новая церковь.
Еженедельно по средам в селе бывали базары. Здесь имелись: суконные фабрики, водяные мельницы, лавки, извоз, земская почтовая станция. В 1885—1915 года в колонии выходил лютеранский журнал «Фриденсботе», существовал дом престарелых и увечных «Бетания» (или «Вифания», с 1891 года), сиротский приют «Назарет» (с 1895 года), благотворительное учреждение (1907 год). C момента основания действовала церковно-приходская школа, в 1878 году открылась частная школа.
В советский период — немецкое село сначала Карамышского района, Голо-Карамышского уезда Трудовой коммуны (Области) немцев Поволжья, а с 1922 года — Голо-Карамышского (в 1927 года переименован в Бальцерский) кантона Республики немцев Поволжья; административный центр Бейдекского сельского совета (в 1926 г. в сельсовет входило одно село Бейдек).
В голод 1921 года родились 200 человек, умерли — 406. В 1926 году имелись сельсовет, кооперативная лавка, сельскохозяйственное кредитное товарищество, начальная школа, клуб, изба-читальня. В период коллективизации организованы колхозы имени Кирова, имени Молотова, имени Кагановича, МТС.
Фольмер, Владимир Петрович. «В Твоей руке дни мои»:

Колония Байдек получила продовольственный наряд на сдачу 200 тысяч пудов зерна, столько же, сколько весь Камышинский уезд Саратовской губернии.
— 
28 августа 1941 года был издан Указ Президиума Верховного Совета СССР «О переселении немцев, проживающих в районах Поволжья». Жители колонии были депортированы.
На место немцев приехала новая волна переселенцев — эвакуированные украинцы из-под Луганска. Впоследствии организован совхоз «Перспективный» — крупное предприятие по разведению свиней (свинокомплекс). Руководил им Анатолий Александрович Киливник. Совхоз обанкротился и разрушен. В гаражах бывшего совхоза в 2009 году создан пожарный пост.
В 1945 году открыта неполная средняя школа. В 1952 году школа стала семилетней, в 1960 году — восьмилетней, с 1976 года — средняя школа.

## Физико-географическая характеристика

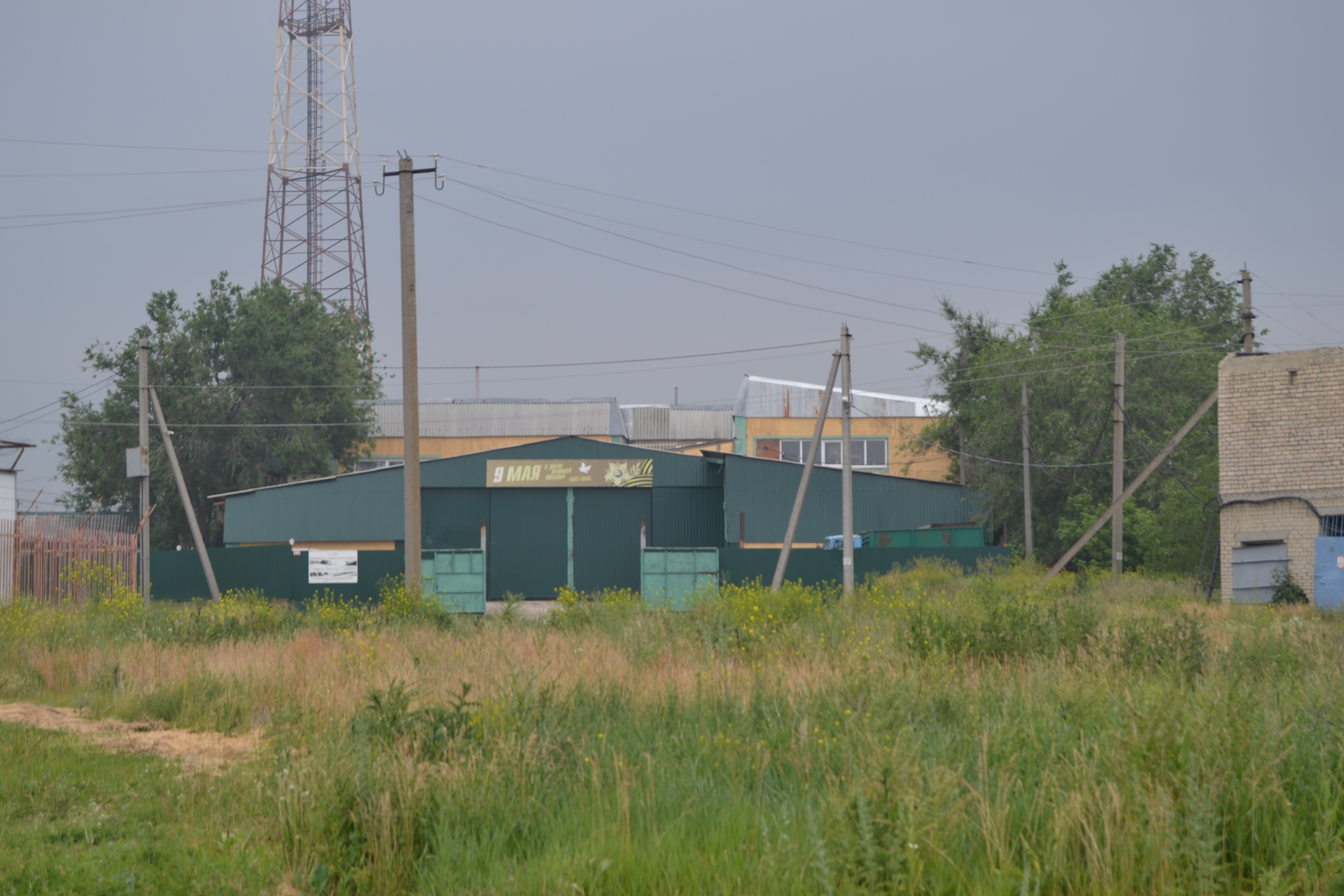
Сельхоз база

Село находится в лесостепи, в пределах Приволжской возвышенности, являющейся частью Восточно-Европейской равнины, в верховьях реки Таловка. Рельеф местности — холмисто-равнинный, сильно пересечённый балками и оврагами. Высота центра населённого пункта — 214 метров над уровнем моря. В окрестностях села распространены чернозёмы южные. Почвообразующие породы — глины и суглинки.

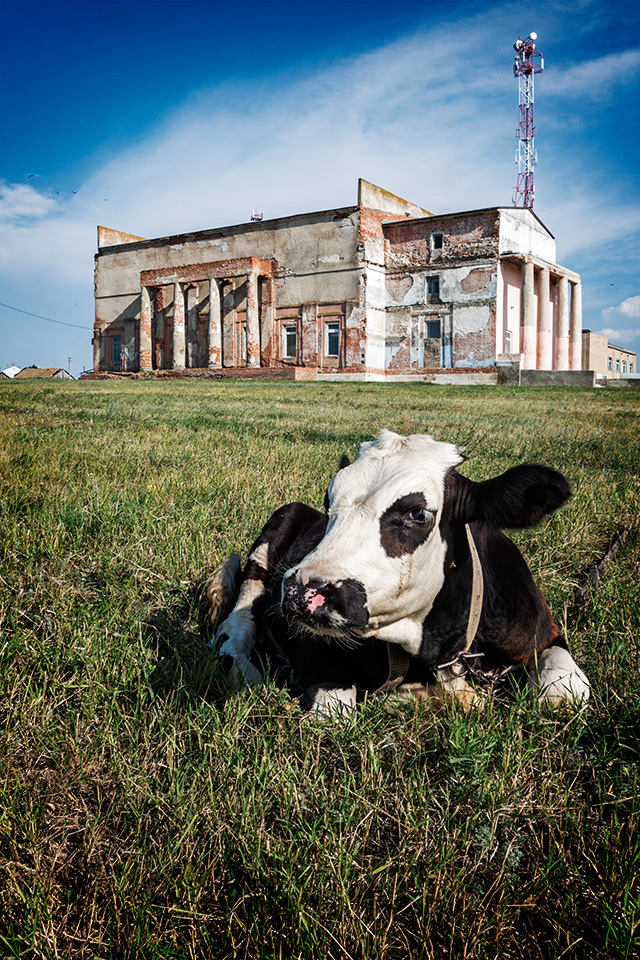
После неудачной попытки подрыва здание церкви было переделано под клуб. Внутреннее пространство разбили на несколько этажей, а по бокам от входа добавили две пристройки, которые со временем разрушились.

Луганское расположено в 61 км к югу от Саратова и 21 км к северу от районного центра города Красноармейск.
Климат
Климат умеренный континентальный (согласно классификации климатов Кёппена — влажный континентальный климат (Dfb) с тёплым летом и холодной и продолжительной зимой). Многолетняя норма осадков — 427 мм. Наибольшее количество осадков выпадает в июне — 46 мм, наименьшее в марте — 23 мм. Среднегодовая температура положительная и составляет + 5,7 С, средняя температура самого холодного месяца января −11,0 С, самого жаркого месяца июля +21,6 С.
Часовой пояс
Луганское, как и вся Саратовская область, находится в часовой зоне МСК+1. Смещение применяемого времени относительно UTC составляет +4:00.

## Население
Динамика численности населения
| 1769 | 1773 | 1788 | 1798 | 1816 | 1834 | 1850 | 1859 | 1886 | 1897 | 1904 | 1911 | 1920 | 1922 | 1923 | 1926 | 1931 | 1987  | 2002 |
| ---- | ---- | ---- | ---- | ---- | ---- | ---- | ---- | ---- | ---- | ---- | ---- | ---- | ---- | ---- | ---- | ---- | ----- | ---- |
| 298  | 360  | 519  | 581  | 942  | 1574 | 2471 | 3210 | 4121 | 3890 | 6428 | 7519 | 4338 | 3906 | 3668 | 4210 | 4307 | ≈1900 | 1759 |

| 2002 | 2010  |
| ---- | ----- |
| 1762 | ↗1778 |

## Инфраструктура

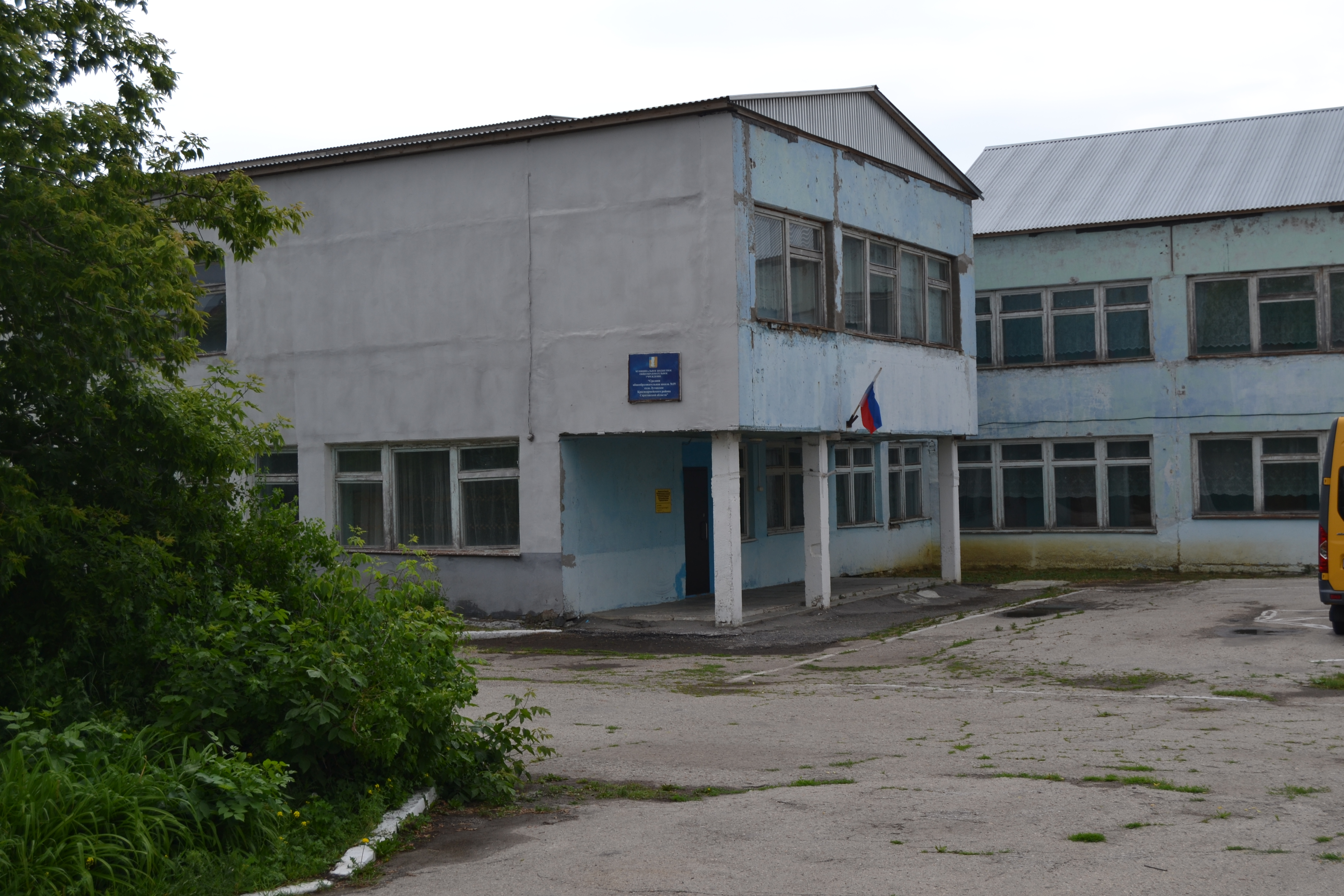
Школа

В селе имеется средняя школа, дом культуры, пожарный пост

## Станица Ермака Тимофеевича
Казачье общество села Луганского относится к XI Саратовскому отделу Волжского войскового казачьего общества.
В 2009 году в сельской школе открыт казачий кадетский класс.

## Фотогалерея

### Село на фотографиях

Виды села
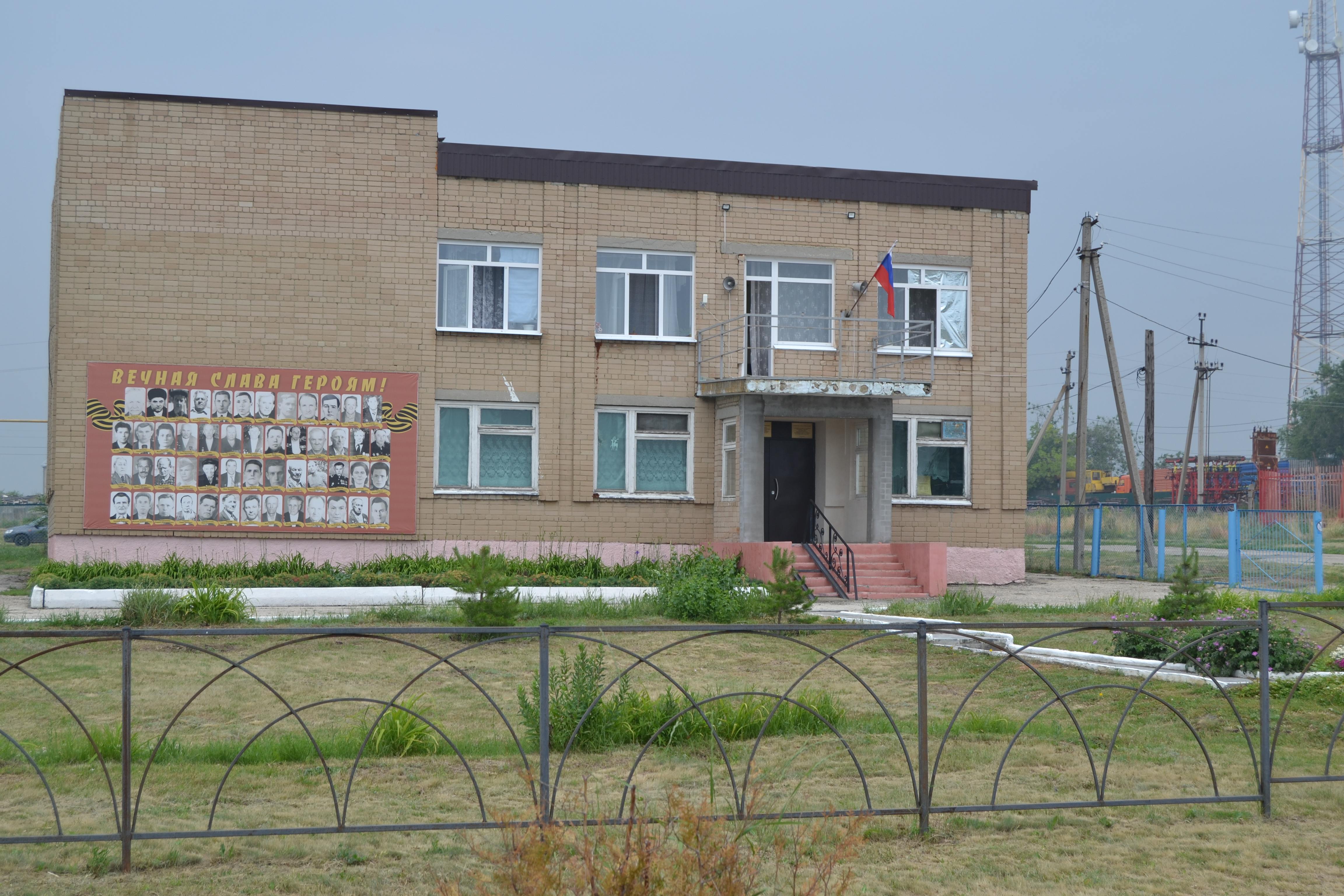
Здание администрации
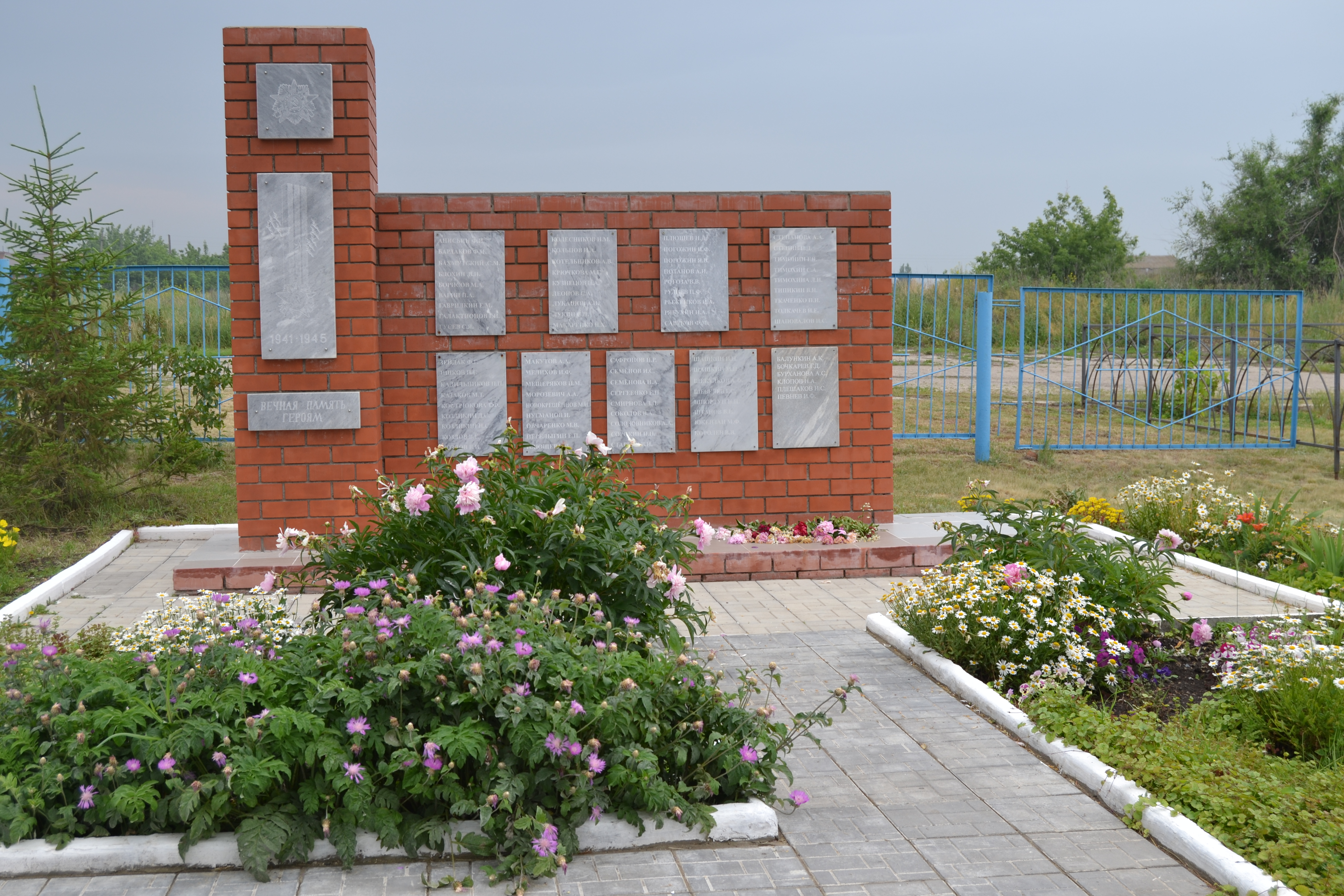
Памятник воинам-освободителям
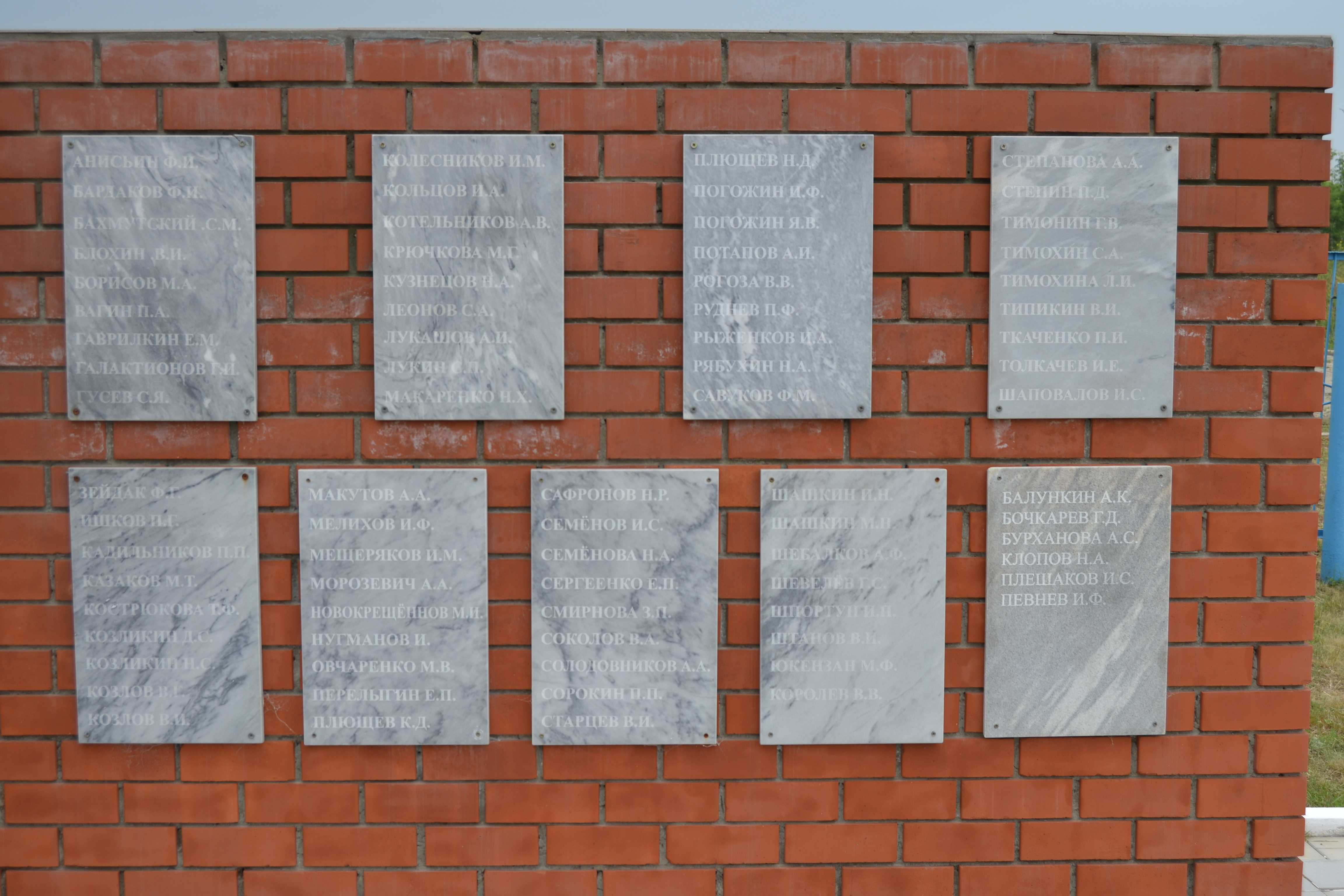
Мемориальные доски - списки
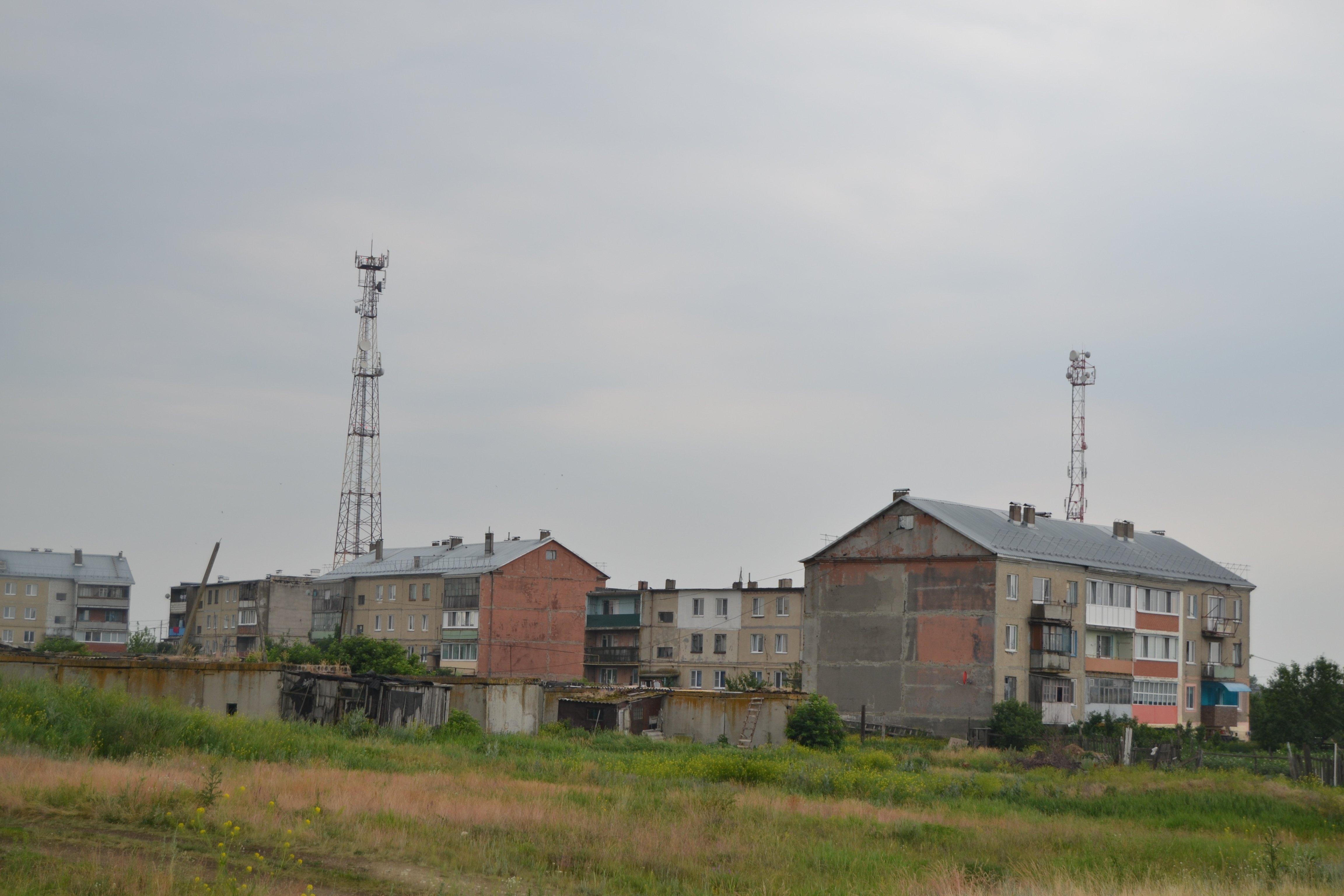
Жилой микрорайон
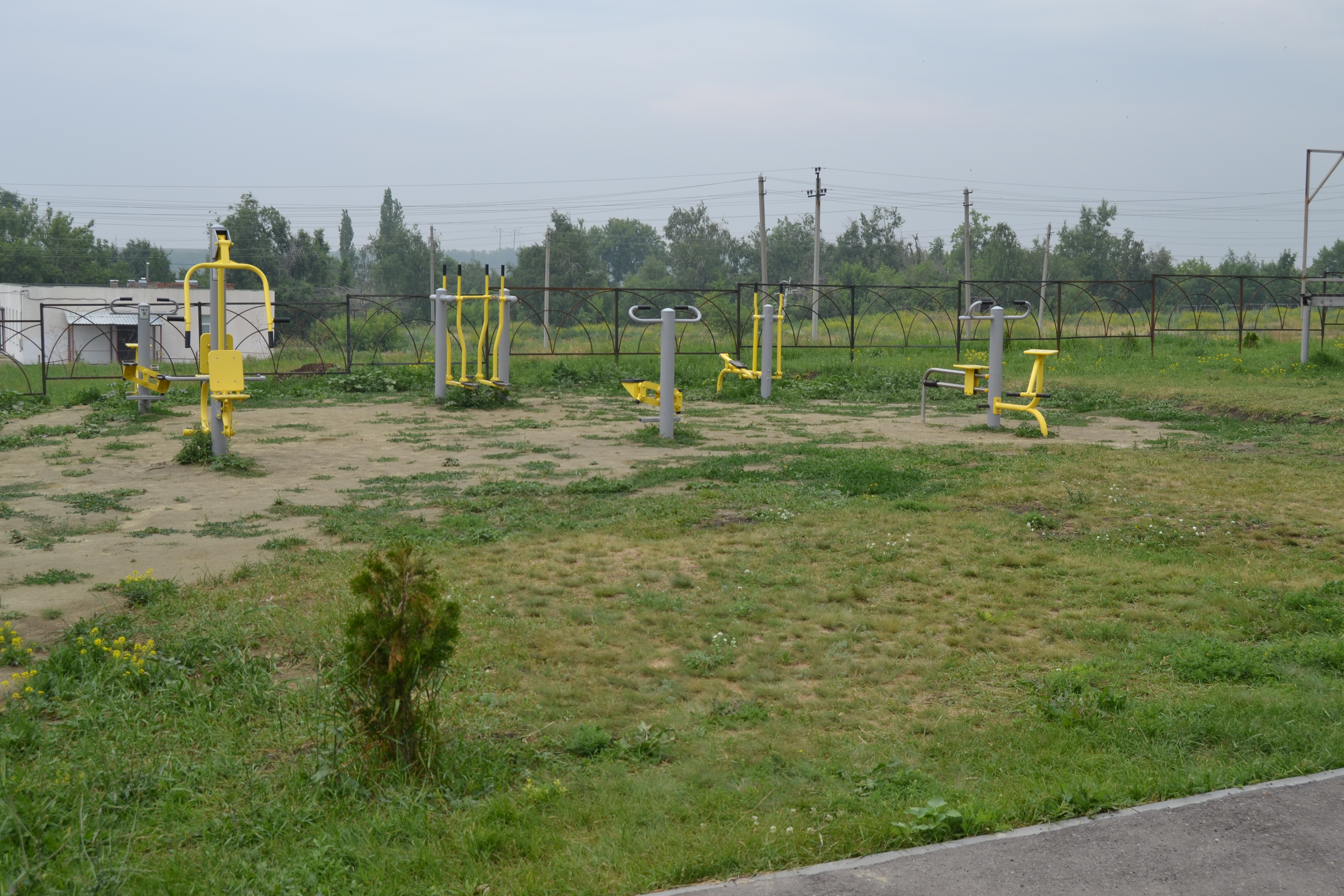
Спортивная площадка

Быт села
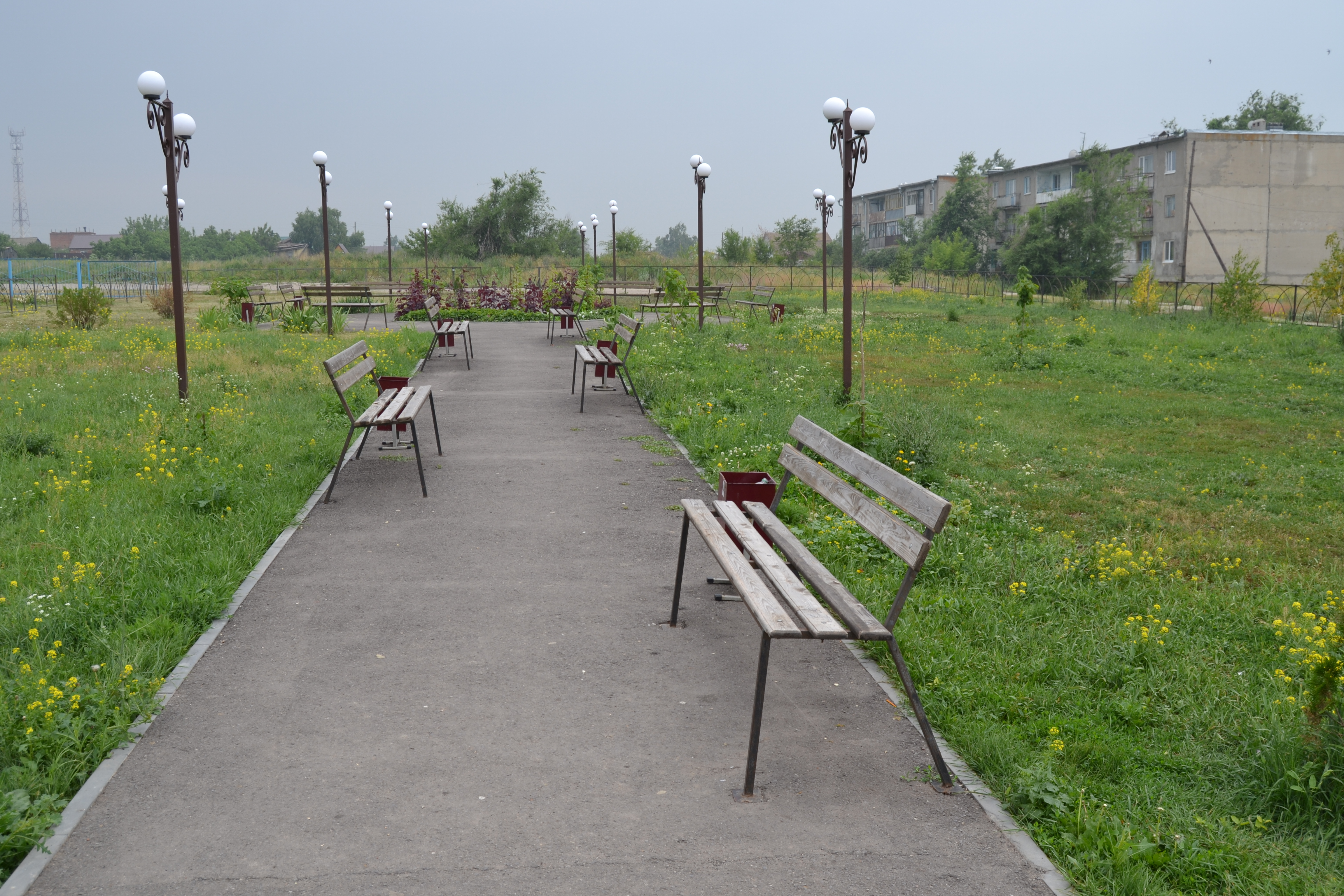
Сельский парк
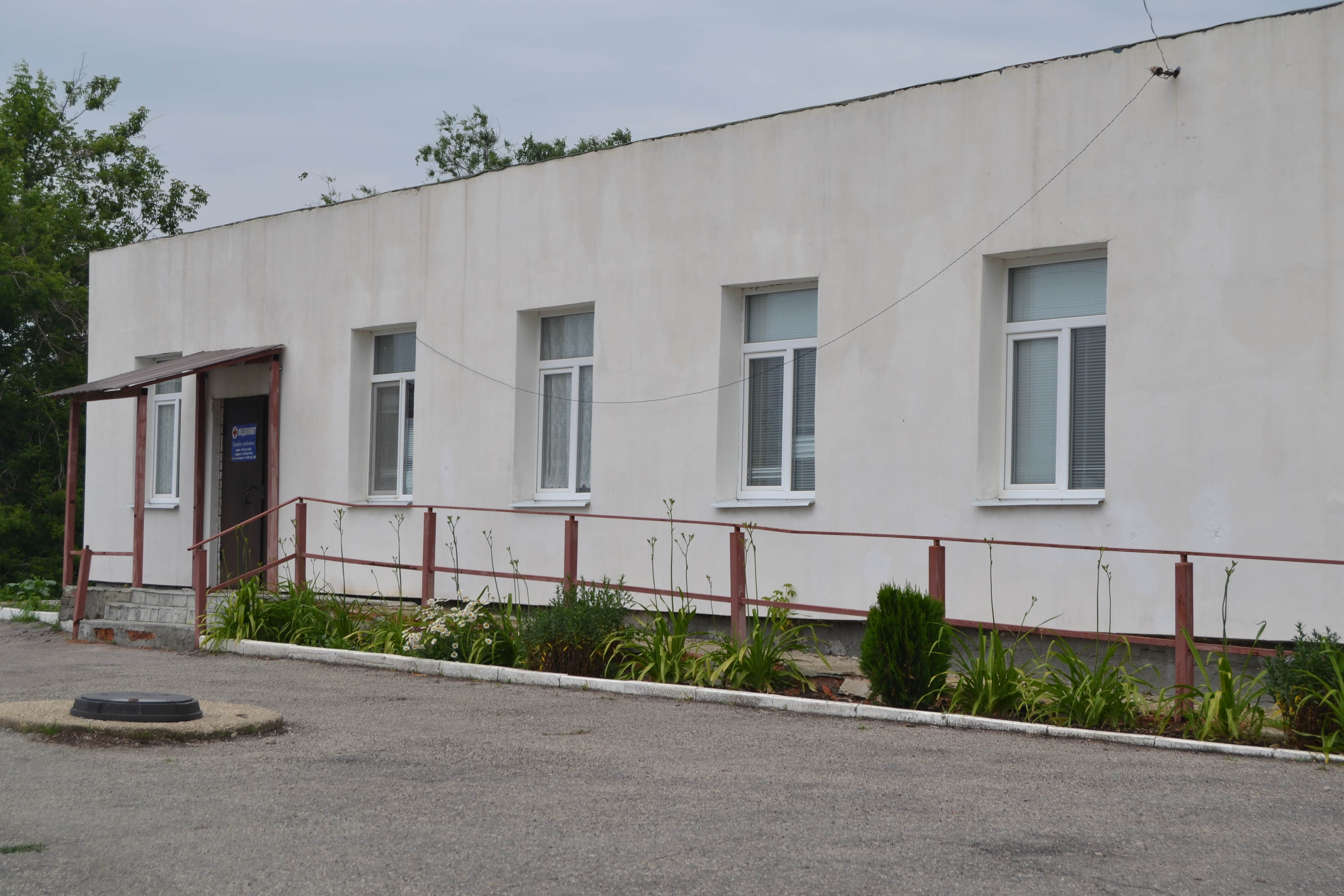
Фельдшерско-акушерский пункт
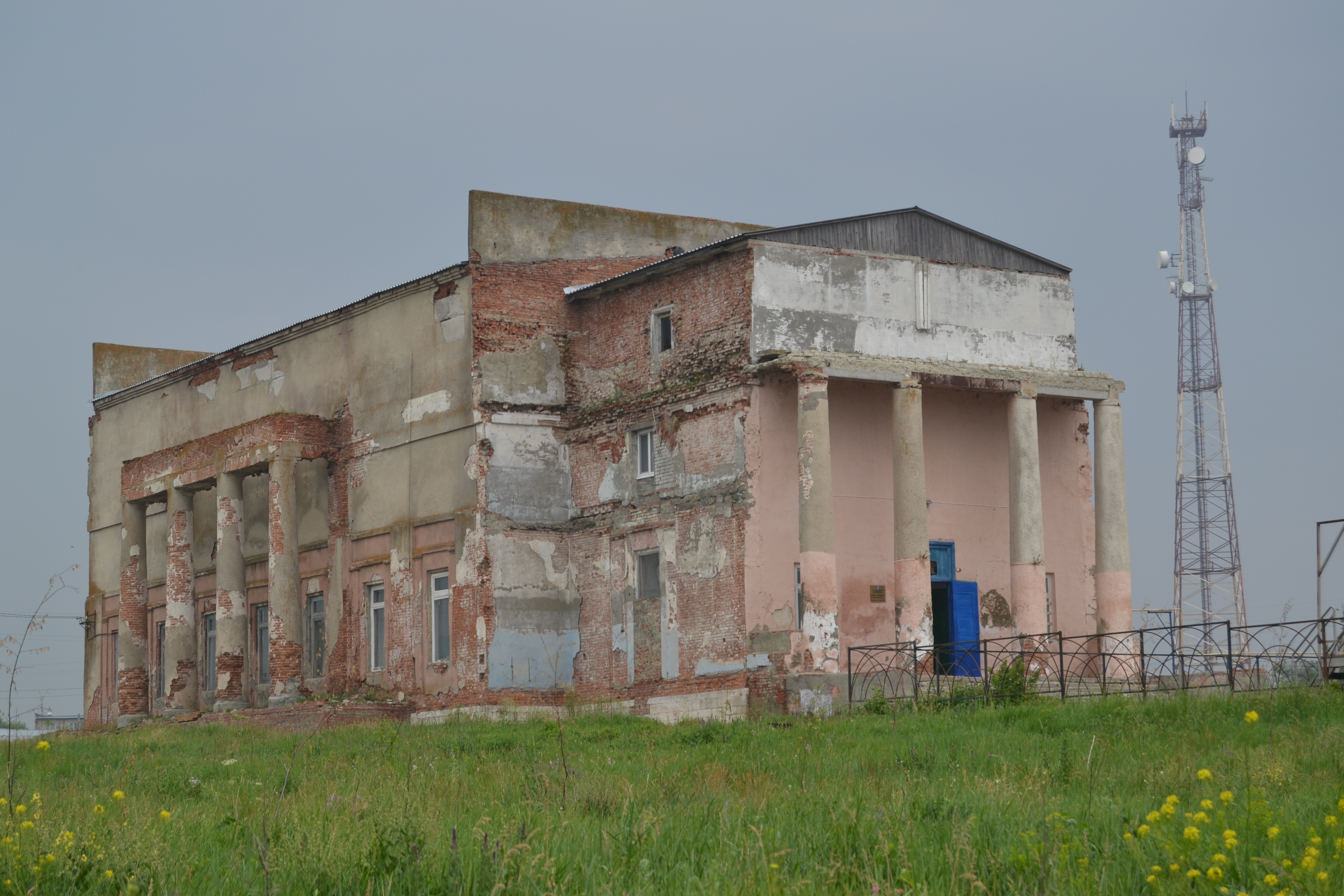
Кирха - дом культуры
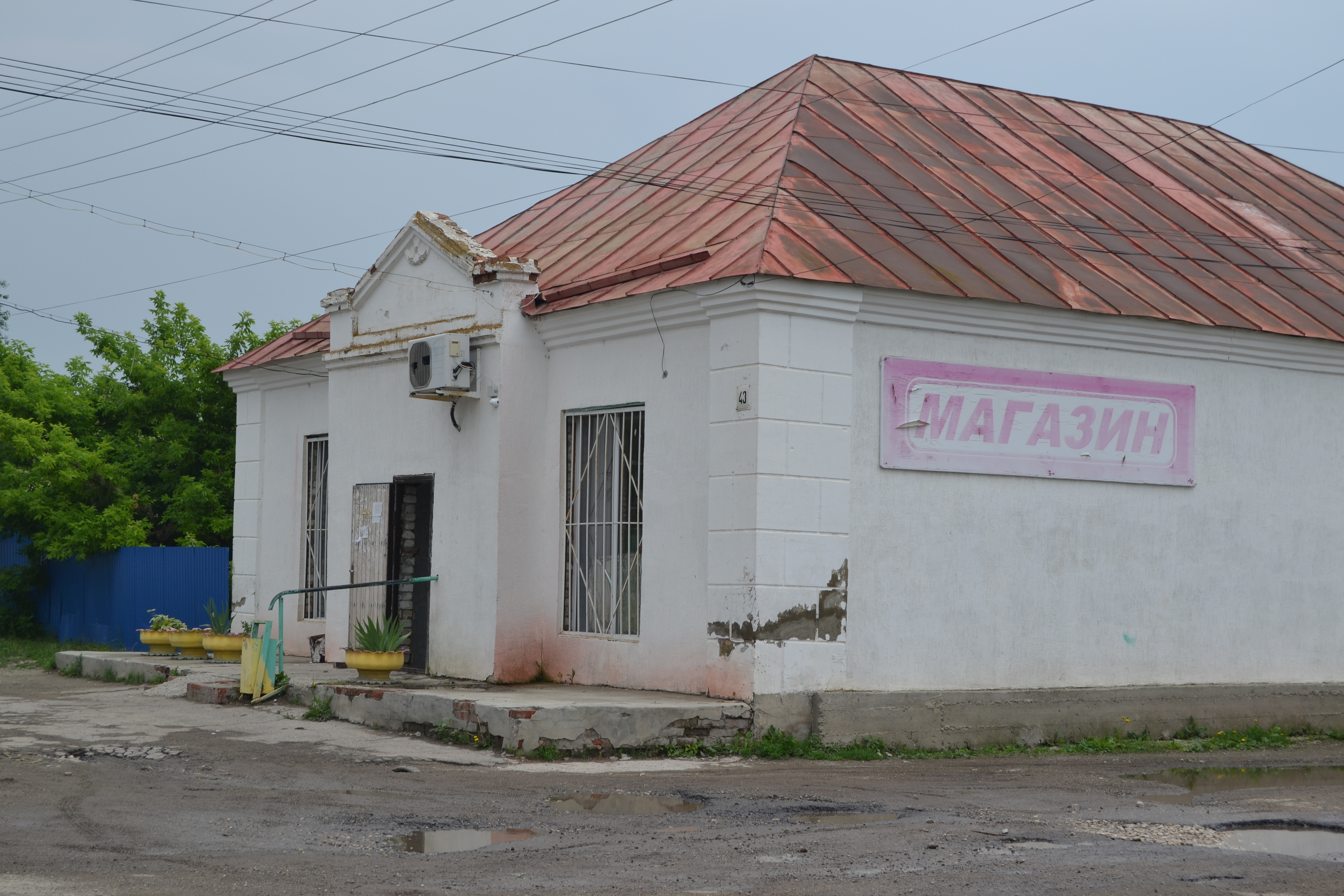
Сельский магазин
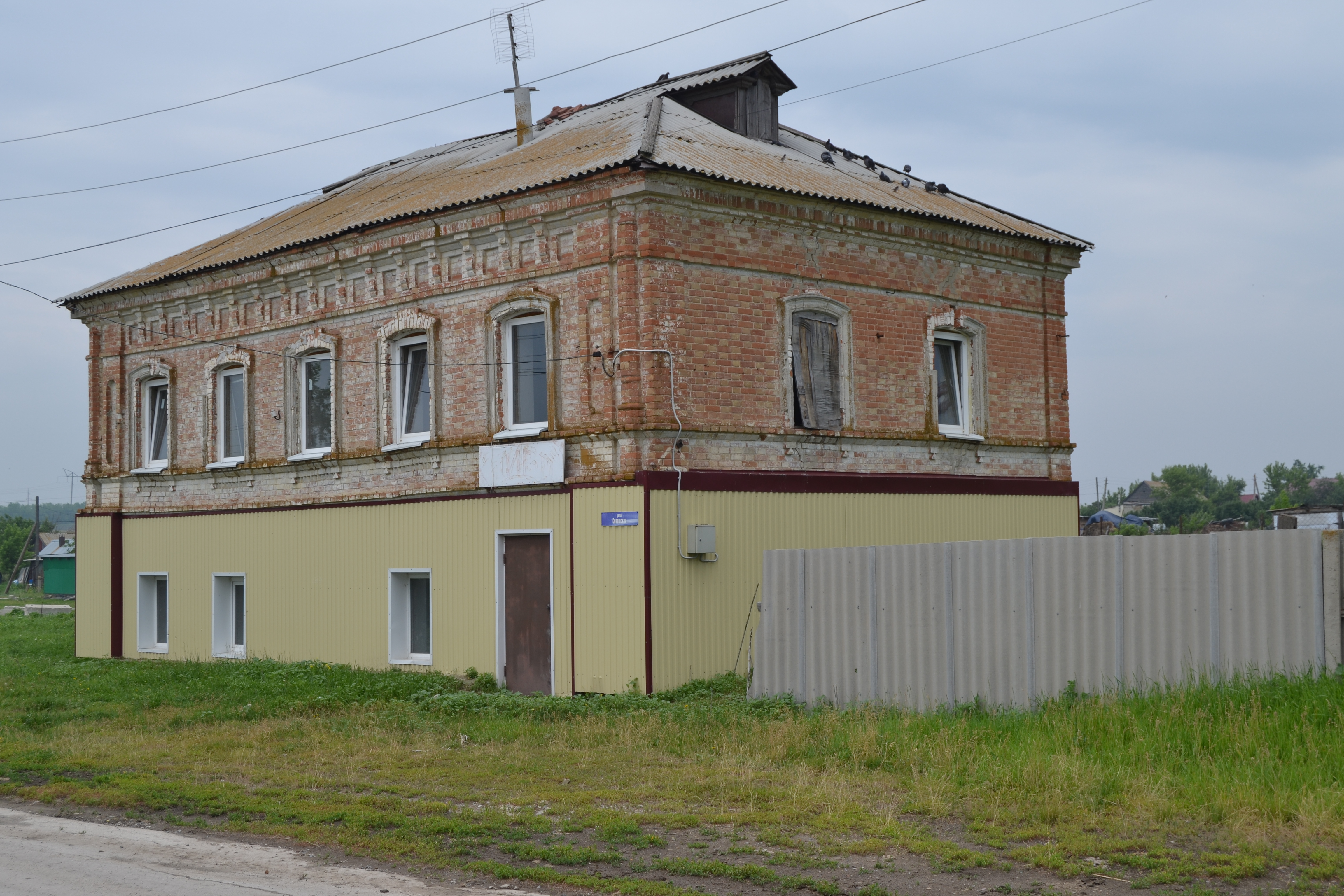
Жилой дом